# Ovejas
Ovejas est une municipalité colombienne située dans le département de Sucre.